# 港子嘴
港子嘴，臺灣新北市板橋區老地名，日治時期範圍自新店溪左岸萬板橋下，向南經華翠橋、光復橋至光復抽水站南方，沿光復簡易公園至光復高中接光復街至中山路，向北接三民路、雙十路至萬板路，範圍大致包括今港嘴里、振興里、振義里及光復里。清初時期的港仔嘴則包含江子翠地區。

## 歷史
本地東臨新店溪，為港仔溝入溪之口，昔日形成一個小河港，清治後期至日治初期稱為「港仔嘴庄」，隸屬於擺接堡。因原為平埔族群原住民凱達格蘭族武朥灣社的聚居地之一，故當時有舊社、新社兩個主要聚落。其北鄰為江仔翠庄，西側為下深坵庄，東及東南與加蚋仔庄以新店溪為界。
清初稱為「港子嘴庄」，後用字異動為「港仔嘴庄」，當時包含「江仔翠庄」；清代後期由於江子翠地區人口日益增加，故另立為「江仔翠庄」。拓墾初期，近大漢溪地勢較低處以「四崁」稱之；約於現江翠國小處稱為「三崁」，文聖國小處稱為「二崁」，萬板橋至光復橋間地勢最高，稱為「崁頂」。清光緒中期，江子翠已獨立成莊，加上「港仔嘴」與「江子翠」台語發音相同，時常引起誤解，為區別位置，後人直接稱維持舊名「港仔嘴」的區域為「崁頂」。
1920年（大正四年）港仔嘴庄改制為「港子嘴」大字，隸屬於臺北州海山郡板橋街。戰後劃為港嘴里，後因光復橋的地利之便，興建了大量高層集合住宅，吸引了大量外來人口移入。
1946年（民國35年），維持港仔嘴舊名的崁頂改設港嘴里，1970年（民國59年）由港嘴里析出光復及振興兩里，1986年（民國75年）又自振興里分出振義里。

## 交通
港子嘴北部有縱貫線鐵路橫越而過，鐵路地下化後路面改舖設為縣民大道，原有跨越新店溪之橋梁亦改建為華翠大橋。該鐵路曾於本地區內設有港嘴車站，但已於1960年廢除。
境內有華翠橋、萬板橋及光復橋，均通往台北市萬華區。

## 廟宇
- 板橋真武廟（北帝廟）
- 板橋區港仔嘴福德宮
- 振興里福德宮
- 坡仔宮
- 承德宮

## 公共設施
- 光復抽水站：地址為板橋區光復街172巷16-3號，於1997年6月竣工，採用豎軸式抽水機。

- 光復簡易公園：位於板橋區光環路一段9號光復國中右側，面積11，895平方公尺，內設有籃球場、槌球場、室外體健設施、步道及草坪。

- 光復高中

- 光復壘球場

- 江子翠抽水站：地址為板橋區萬安街20巷10弄16號，於1997年11月竣工，採用豎軸式抽水機。

- 振義里公園：地址為板橋區萬安街92號，其外設有U-Bike腳踏車租借站。

- 蝴蝶公園：地址為新北市板橋區環河西路四段18號，每年4-5月可欣賞地景花海及夜晚的音樂光雕。

- 江翠礫間水岸公園：包含蝴蝶公園，於2010年2月8日啟用，是全東南亞最大的都市淨化水礫間槽體設施。

- 華翠橋下平面停車場（A、B、G區）

- 港嘴地區市民活動中心：地址為板橋區縣民大道3段245-1號，室內分為大廳、藝文教室A及藝文教室B。大廳約241.7平方公尺，有固定式舞台。A教室及B教室各約83平方公尺。一般民眾均可向板橋區公所洽借使用。

- 萬板橋搖控車場

- 福翠市民活動中心：地址為板橋區萬板路812-1號，室內分為大廳、藝文教室A及藝文教室B。大廳約257.5平方公尺，有固定式舞台。一般民眾均可向板橋區公所洽借使用。

- 公車總站：以此為休息總站的公車有仁愛幹線、藍17及藍31。

- 萬板橋下平面停車場

- 龍翠市民活動中心：地址為板橋區文聖街209-1號，室內面積222平方公尺，有固定式舞台。一般民眾均可向板橋區公所洽借使用。

- 板橋地區計程車休息站

以下公共設施，以日治時期的港子嘴來說並不含括，但以清初之範圍則包涵在內。
- 永豐公園

- 永安公園

- 華江公園

- 莊敬公園

- 中山公園

- 江子翠溜冰場

- 音樂公園

- 帶狀公園：於音樂公園與帶狀公園交匯處有U-Bike租借站。

- 新店溪華江堤外區停車場

- 音樂公園活動中心

- 音樂公園地下停車場

- 新北市立圖書館板橋江子翠分館

- 文聖國小

- 懷石公園

- 華江橋自行車租借站

- 華江河濱公園

- 十二埒抽水站

- 江子翠時光公園

- 青翠柏翠嵐翠市民活動中心

- 華江123木頭公園

- 江翠國小

- 稚匯公園

- 江子翠捷運站

- 農村公園

- 石雕公園

- 江翠國中

- 溪頭公園

- 新北上河圖

- 華江人工濕地

- 江子翠景觀河濱公園：有壁畫和自行車道的河濱公園

- 華江抽水站